# Saronno
Saronno és un municipi italià, situat a la regió de la Llombardia i a la província de Varese. L'any 2006 tenia 37.614 habitants.

## Nascuda a Saronno
- Randa Ghazy (1986), escriptora
- Luca Attanasio (1977-2021), diplomàtic italià